# Альда Аланська
Альда — аланська царівна XI століття і друга дружина царя Грузії Георгія I, який правив у 1014—1027 роках. У подружжя був син Деметрій, який зіграв помітну роль у заворушеннях населення в Грузії під час правління його зведеного брата Баграта IV.

## Життєпис
«Друга дружина» Георгія I згадується в середньовічних грузинських хроніках в уривку, що розповідає про невдалу спробу однієї знатної партії просунути свого сина, який жив в Анакопії на берегах Абхазії, на грузинський престол після смерті Георгія I. Згодом Деметрій перейшов на бік візантійців і здав Анакопію імператору Роману III Аргиру (близько 1033 року).
У тому ж уривку вона згадується як «дочка царя осетин», при цьому «осетини» — це грузинське позначення аланів. Її ім'я Альда (грец. Ἀλδή) відомо із сучасних їй візантійських джерел. Візантійський хроніст Іоанн Скіліця, підкріплюючи свої слова грузинськими літописами, писав, що Альда, «дружина Георгія… аланської раси» здала «дуже сильну фортецю Анакопію» імператору, який надав її сину Деметрію звання магістра.
Оскільки в грузинських хроніках немає прямих згадок про відмову Георгія від своєї першої дружини Маріам, деякі історики, такі як Марій Броссе, вважали, що Альда була наложницею, але законність шлюбу Георгія з Альдою, мабуть, не ставиться під сумнів сучасними дослідниками. Після повернення Маріям на історичну сцену після смерті Георгія і її вступу в регентство при своєму неповнолітньому синові Баграте IV, Альда і її син Деметрій утікли до Візантійської імперії. Деметрій провів майже 20 років у спробах захопити грузинський престол, підтримуваний у своїй боротьбі могутнім князем Ліпарітом Клдекарським і візантійцями. Він помер близько 1053 року.
Після цього, за голослівним свідченням грузинського історика XVIII століття князя Вахушти Багратіоні, син Деметрія Давид був відвезений своєю бабусею (тобто Альдою, не згаданої по імені) до Аланії, де його нащадки процвітали, створивши місцеву «царську» лінію, з якої походив Давид Засланий, другий чоловік грузинської цариці Тамари (пр. 1184—1213).